# Latto

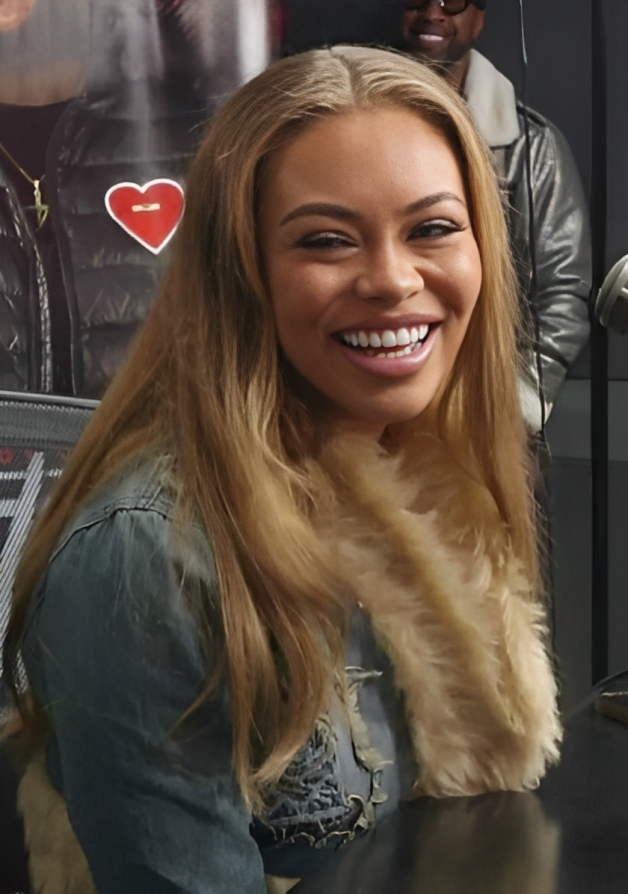
Latto (2023)

Alyssa Michelle Stephens (* 22. Dezember 1998 in Columbus, Ohio), bekannt unter dem Namen Latto oder Big Latto (zuvor Mulatto), ist eine US-amerikanische Rapperin. Sie war erstmals im Jahr 2016 in der Reality Show The Rap Game unter dem Namen Miss Mulatto zu sehen. Ihren Durchbruch hatte sie 2019 mit der Single Bitch from da Souf.

## Kindheit
Stephens wurde am 22. Dezember 1998 in Columbus, Ohio geboren. Sie bestätigte, dass sie afroamerikanischer, indischer, irischer, deutscher und walisischer Herkunft ist. Stephens zog im Alter von zwei Jahren mit ihren Eltern nach Georgia. Sie wurde in Clayton County groß gezogen und besuchte die Lovejoy High School in Hampton. Als Tochter eines schwarzen Vaters und einer weißen Mutter wurde Stephens in der Schule als Hellhäutige gemobbt, was sie dazu inspirierte, den Bühnennamen Miss Mulatto, angelehnt an die rassentheoretische Einteilung als Mulatte, anzunehmen. Bevor sie mit der Musik begann, nahm Stephens an Drag Races teil. Im Alter von zehn Jahren entschied sich Stephens dazu, eine Rapperin zu werden, und begann ihre eigenen Songs zu schreiben.

## Karriere

### 2016–2018: Beginn der Karriere
Im Jahr 2016 wurde Stephens Teilnehmerin der auf dem Sender Lifetime ausgestrahlten Reality Show The Rap Game, die von Jermaine Dupri und Queen Latifah produziert wurde. Die Serie im Stil eines Bootcamps verfolgte junge angehende Rapper, die gegeneinander konkurrierten, über eine Zeitspanne von acht Wochen. Latto, damals noch unter dem Namen Miss Mulatto bekannt, war die Gewinnerin des Wettbewerbs. Ihr wurde ein Plattenvertrag von Dupri und So So Def Records angeboten, den sie allerdings aufgrund des geringen Verdienstes ablehnte, sodass sie eine unabhängige Künstlerin wurde.
Stephens veröffentlichte ihre erste Single No More Talking im Februar 2016. Sie arbeitete gemeinsam mit Lil Niqo, der ebenfalls an The Rap Game teilnahm, an der Single Tough on the Internet, die ebenfalls 2016 erschien. Zudem gewann sie im gleichen Jahr den Youth Hip Hop/R&B Award bei den Georgia Music Awards. Latto veröffentlichte ihr erstes Mixtape mit dem Titel Miss Mulatto am 2. Oktober 2016.
Stephens zweites Mixtape Latto Let 'Em Know wurde im April 2017 veröffentlicht. Sie arbeitete an diesem gemeinsam mit Molly Brazy, Lil Key, Crucial und Silentó. Die Single Response Diss ist ein Disstrack an Young Lyric, der ebenfalls an The Rap Game teilnahm. Die Streitigkeiten zwischen den beiden führten zu weiteren Disstracks beider Künstler, in welchen unter anderem Drogenmissbrauch, Homosexualität und weitere Themen aus der Show behandelt wurden. Stephens arbeitete außerdem mit 2 Chainz, Future, Janelle Monáe und Jacob Latimore. 2017 veröffentlichte Stephens die EP Time and Pressure.
2018 änderte Stephens ihren Bühnennamen zu Mulatto und veröffentlichte daraufhin ein Mixtape mit dem gleichen Namen.

### 2019–2020: Durchbruch undQueen of Da Souf
Im Januar 2019 veröffentlichte Latto den Song Bitch from da Souf. Im Mai 2019 wurde sie eingeladen, beim Rolling Loud Festival in Miami aufzutreten. Ihre zweite EP Big Latto erschien im Juni 2019. Die von der EP ausgekoppelte Single Bitch from da Souf wurde zu ihrem Durchbruchshit, welcher Platz 95 in den Billboard Hot 100 erreichte und mit Gold in den Vereinigten Staaten ausgezeichnet wurde. Noch im selben Jahr erschien ein Remix des Liedes, auf welchem auch die Rapperinnen Saweetie und Trina zu hören sind. Der Remix ist auch auf Lattos dritter EP Hit the Latto zu hören, welche am 12. Dezember 2019 erschien.
Im März 2020 wurde bekannt, dass Latto einen Plattenvertrag bei RCA Records unterschrieb. Am 23. April 2020 veröffentlichte sie die Promo-Single No Hook. Am 21. Mai erschien ihre zweite Promo-Single He Say She Say.
Am 30. Juli 2020 wurde Lattos Single Muwop in Zusammenarbeit mit Gucci Mane veröffentlicht. Das Lied ist ein Sample von Gucci Manes Single aus dem Jahr 2007 mit dem Titel Freaky Gurl. Kurz darauf war Latto mittels eines Cameoauftritts im Musikvideo zu Cardi Bs und Megan Thee Stallions Single WAP zu sehen.
Am 12. August 2020 kündigte Latto die Veröffentlichung ihres ersten Projektes unter RCA Records an. Lattos Debütalbum Queen of Da Souf erschien am 21. August. Das Album erreichte Platz 44 der Billboard 200. Am 4. September wurde der Remix des Liedes Do It von Chloe x Halle veröffentlicht, auf dem Latto neben Doja Cat und City Girls zu hören ist. Am selben Tag erschien Lattos gemeinsamer Song mit G-Eazy, welcher den Titel Down trägt. Die Songs On God und In n Out wurden kurz darauf als dritte und vierte Single von Lattos Album ausgekoppelt. Am 11. Dezember veröffentlichte Latto die erweiterte Version von Queen of Da Souf mit fünf neuen Liedern und der Single Sex Lies mit Lil Baby.

### 2021: Namensänderung und Grammy-Nominierung
Im Januar 2021 kündigte Stephens an, ihren Bühnennamen von Mulatto zu Latto zu ändern, nachdem es viele Diskussionen um den Begriff gegeben hatte. Im Februar 2021 wurde Latto als MTV’s Global Push Artist des Monats angekündigt.
Im März 2021 wurde Latto zur ersten Rapperin aus Atlanta, die eine Goldene Schallplatte und eine Platin-Schallplatte für ein Solo-Lied (Bitch from da Souf (2019) und Muwop (2020)) bekam.
Im Mai 2021 bestätigte Latto in verschiedenen Interviews, dass sie sich offiziell für einen neuen Bühnennamen entschieden hat. Am 18. Mai 2021 wurde bekannt, dass ihr Name auf Streamingportalen zu Latto geändert wurde. Die Namensänderung wurde erstmals deutlich bei Lattos Gastauftritt auf Toosiis Album Thank You for Believing, auf welchem sie als Latto benannt wurde. Mit der Veröffentlichung ihrer Single The Biggest wurde die Namensänderung erneut verdeutlicht.
Im November 2022 wurde Latto durch die amerikanische Recording Academy für die Grammy Awards 2023 in der Kategorie Best New Artist nominiert.

## Privates
Stephens eröffnete 2016 ihr eigenes Modegeschäft in Jonesboro.
Im Mai 2019 wurde Stephens wegen Diebstahl verhaftet, allerdings wurde sie dabei mit einer anderen Frau verwechselt. Sie veröffentlichte das Lied Fuck Rice Street, in welchem sie ihre Unschuld bezeugt und ihre Wut auf die Polizei zum Ausdruck bringt.

## Filmografie
- 2016: The Rap Game (Fernsehserie)
- 2019: Love & Hip Hop: Miami (Fernsehserie)
- 2020: Queen of Stylez (Fernsehserie)
- 2021: Wild ’n Out (Fernsehshow, 1 Episode)

## Diskografie

### Studioalben
| Jahr | Titel Musiklabel                        | Höchstplatzierung, Gesamtwochen, AuszeichnungChartsChartplatzierungen (Jahr, Titel, Musiklabel, Platzierungen, Wochen, Auszeichnungen, Anmerkungen) | Anmerkungen                           |
| Jahr | Titel Musiklabel                        | US | Anmerkungen                           |
| ---- | --------------------------------------- | --- | ------------------------------------- |
| 2020 | Queen of da Souf RCA Records (Sony)     | US44 (11 Wo.)US | Erstveröffentlichung: 21. August 2020 |
| 2022 | 777 RCA Records (Sony)                  | US15 Gold · (18 Wo.)US | Erstveröffentlichung: 25. März 2022   |
| 2024 | Sugar Honey Iced Tea RCA Records (Sony) | US15 Gold · (17 Wo.)US | Erstveröffentlichung: 9. August 2024  |

### Mixtapes
- 2016: Miss Mulatto
- 2017: Latto Let 'Em Know
- 2018: Mulatto

### EPs
- 2017: Time and Pressure
- 2019: Big Latto
- 2019: Hit the Latto

### Singles als Leadmusikerin
| Jahr | Titel Album                                     | Höchstplatzierung, Gesamtwochen, AuszeichnungChartplatzierungen (Jahr, Titel, Album, Platzierungen, Wochen, Auszeichnungen, Anmerkungen) | Höchstplatzierung, Gesamtwochen, AuszeichnungChartplatzierungen (Jahr, Titel, Album, Platzierungen, Wochen, Auszeichnungen, Anmerkungen) | Höchstplatzierung, Gesamtwochen, AuszeichnungChartplatzierungen (Jahr, Titel, Album, Platzierungen, Wochen, Auszeichnungen, Anmerkungen) | Anmerkungen                                                        |
| Jahr | Titel Album                                     | CH | UK | US | Anmerkungen                                                        |
| --- | ----------------------------------------------- | --- | --- | --- | ------------------------------------------------------------------ |
| 2020 | Bitch from da Souf Queen of da Souf • Big Latto | — | — | US95 ×2Doppelplatin · (3 Wo.)US | Erstveröffentlichung: 14. Januar 2019                              |
| 2022 | Big Energy (Remix) 777                          | CH— GoldCH | UK21 Platin · (22 Wo.)UK | US3 ×4Vierfachplatin · (51 Wo.)US | Erstveröffentlichung: 28. März 2022 feat. Mariah Carey & DJ Khaled |
| 2023 | Lottery –                                       | — | — | US83 (1 Wo.)US | Erstveröffentlichung: 17. Februar 2023 feat. Lu Kala               |
| 2023 | Put It on da Floor (Remix) Sugar Honey Iced Tea | — | — | US13 Platin · (16 Wo.)US | Erstveröffentlichung: 21. April 2023 feat. Cardi B                 |
| 2024 | Sunday Service Sugar Honey Iced Tea             | — | — | US100 Gold · (1 Wo.)US | Erstveröffentlichung: 9. Februar 2024                              |
| 2024 | Big Mama Sugar Honey Iced Tea                   | — | — | US92 Gold · (1 Wo.)US | Erstveröffentlichung: 28. Juni 2024                                |
| 2025 | Somebody –                                      | — | — | US99 (… Wo.)US | Erstveröffentlichung: 16. Mai 2025                                 |
| Folgende Lieder erschienen nicht als Single, wurden aber durch das Album zum Download und Streaming bereitgestellt und konnten somit eine Platzierung erlangen: |                                                 | | | |                                                                    |
| |                                                 | | | |                                                                    |
| 2024 | Brokey Sugar Honey Iced Tea                     | — | — | US84 Gold · (4 Wo.)US | Charteinstieg: 16. November 2024                                   |

Weitere Singles
- 2019: Nasty Nasty (mit Boosie Badazz, US: Gold)
- 2020: Muwop (feat. Gucci Mane, US: Platin)
- 2020: On God
- 2020: In n Out (feat. City Girls)
- 2020: Sex Lies (feat. Lil Baby)
- 2021: Nasty (mit Rich the Kid & Flo Milli feat. Rubi Rose)
- 2021: Beat Box (Big Latto Mix) (mit SpotemGottem)
- 2021: The Biggest

### Singles als Gastmusikerin
| Jahr | Titel Album                 | Höchstplatzierung, Gesamtwochen, AuszeichnungChartplatzierungen (Jahr, Titel, Album, Platzierungen, Wochen, Auszeichnungen, Anmerkungen) | Höchstplatzierung, Gesamtwochen, AuszeichnungChartplatzierungen (Jahr, Titel, Album, Platzierungen, Wochen, Auszeichnungen, Anmerkungen) | Höchstplatzierung, Gesamtwochen, AuszeichnungChartplatzierungen (Jahr, Titel, Album, Platzierungen, Wochen, Auszeichnungen, Anmerkungen) | Höchstplatzierung, Gesamtwochen, AuszeichnungChartplatzierungen (Jahr, Titel, Album, Platzierungen, Wochen, Auszeichnungen, Anmerkungen) | Höchstplatzierung, Gesamtwochen, AuszeichnungChartplatzierungen (Jahr, Titel, Album, Platzierungen, Wochen, Auszeichnungen, Anmerkungen) | Anmerkungen                                                              |
| Jahr | Titel Album                 | DE | AT | CH | UK | US | Anmerkungen                                                              |
| --- | --------------------------- | --- | --- | --- | --- | --- | ------------------------------------------------------------------------ |
| 2022 | I Just Called –             | — | — | — | UK99 (1 Wo.)UK | — | Erstveröffentlichung: 27. Mai 2022 Neiked feat. Anne-Marie & Latto       |
| 2023 | Don’t Play With It –        | — | — | — | — | US69 Platin · (4 Wo.)US | Erstveröffentlichung: 24. März 2023 Lola Brooke feat. Latto & Yung Miami |
| 2023 | Seven Golden                | DE12 (8 Wo.)DE | AT9 (3 Wo.)AT | CH7 (10 Wo.)CH | UK3 Gold · (14 Wo.)UK | US1 Platin · (15 Wo.)US | Erstveröffentlichung: 14. Juli 2023 Jung Kook feat. Latto                |
| 2025 | Art –                       | — | — | — | UK97 (1 Wo.)UK | — | Erstveröffentlichung: 12. Juni 2025 Nemzzz feat. Latto                   |
| Folgende Lieder erschienen nicht als Single, wurden aber durch das Album zum Download und Streaming bereitgestellt und konnten somit eine Platzierung erlangen: |                             | | | | | |                                                                          |
| |                             | | | | | |                                                                          |
| 2022 | Budget Traumazine           | — | — | — | — | US87 (1 Wo.)US | Megan Thee Stallion feat. Latto                                          |
| 2024 | Housekeeping Knows 100 Gigs | — | — | — | — | US85 (1 Wo.)US | Charteinstieg: 24. August 2024 Drake feat. Latto                         |

## Auszeichnungen für Musikverkäufe
| Goldene Schallplatte - Belgien - 2024: für die Single Seven - Frankreich - 2024: für die Single Seven - Italien - 2024: für die Single Seven - Kanada - 2024: für die Single Bitch from da Souf - 2024: für die Single Lottery - 2024: für die Single Put It on da Floor - 2024: für das Album 777 - Neuseeland - 2023: für die Single Seven - 2024: für das Album 777 - Spanien - 2024: für die Single Seven - Ungarn - 2023: für die Single Lottery | Platin-Schallplatte - Brasilien - 2023: für die Single Big Energy - Japan - 2024: für das Streaming Seven - Neuseeland - 2022: für die Single Big Energy - Polen - 2024: für die Single Lottery - Portugal - 2023: für die Single Seven - Südkorea - 2025: für das Streaming Seven 2× Platin-Schallplatte - Kanada - 2024: für die Single Seven 3× Platin-Schallplatte - Australien - 2023: für die Single Big Energy (Remix) 4× Platin-Schallplatte - Kanada - 2024: für die Single Big Energy |

Anmerkung: Auszeichnungen in Ländern aus den Charttabellen bzw. Chartboxen sind in ebendiesen zu finden.
| Land/RegionAuszeichnungen für Musikverkäufe (Land/Region, Auszeichnungen, Verkäufe, Quellen) | Silber | Gold       | Platin       | Verkäufe   | Quellen                       |
| -------------------------------------------------------------------------------------------- | ------ | ---------- | ------------ | ---------- | ----------------------------- |
| Australien (ARIA)                                                                            | —      | —          | 3× Platin3   | 210.000    | aria.com.au                   |
| Belgien (BRMA)                                                                               | —      | Gold1      | —            | 20.000     | ultratop.be                   |
| Brasilien (PMB)                                                                              | —      | —          | Platin1      | 40.000     | pro-musicabr.org.br           |
| Frankreich (SNEP)                                                                            | —      | Gold1      | —            | 100.000    | snepmusique.com               |
| Italien (FIMI)                                                                               | —      | Gold1      | —            | 50.000     | fimi.it                       |
| Japan (RIAJ)                                                                                 | —      | —          | Platin1      | —          | riaj.or.jp                    |
| Kanada (MC)                                                                                  | —      | 4× Gold4   | 6× Platin6   | 640.000    | musiccanada.com               |
| Neuseeland (RMNZ)                                                                            | —      | Gold1      | Platin1      | 45.000     | aotearoamusiccharts.co.nz NZ2 |
| Polen (ZPAV)                                                                                 | —      | —          | Platin1      | 50.000     | olis.pl                       |
| Portugal (AFP)                                                                               | —      | —          | Platin1      | 10.000     | Einzelnachweise               |
| Schweiz (IFPI)                                                                               | —      | Gold1      | —            | 10.000     | hitparade.ch                  |
| Spanien (Promusicae)                                                                         | —      | Gold1      | —            | 30.000     | elportaldemusica.es           |
| Südkorea (KMCA)                                                                              | —      | —          | Platin1      | —          | circlechart.kr                |
| Ungarn (MAHASZ)                                                                              | —      | Gold1      | —            | 2.000      | slagerlistak.hu               |
| Vereinigte Staaten (RIAA)                                                                    | —      | 6× Gold6   | 10× Platin10 | 13.000.000 | riaa.com                      |
| Vereinigtes Königreich (BPI)                                                                 | —      | Gold1      | Platin1      | 1.000.000  | bpi.co.uk                     |
| Insgesamt                                                                                    | —      | 19× Gold19 | 26× Platin26 |            |                               |

## Tourneen
- 2019: Big Latto Tour